# لجنة شكاوى الرعاية الصحية
لجنة شكاوى الرعاية الصحية في نيو ساوث ويلز (المعروفة اختصارًا بـ "HCCC") هي هيئة مستقلة تم إنشاؤها من قبل برلمان نيوساوث ويلز في أستراليا لتلقي وتقييم وحل أو مقاضاة الشكاوى المتعلقة بمقدمي خدمات الرعاية الصحية في نيو ساوث ويلز. تلعب لجنة الشكاوى دورًا فريدًا في الحفاظ على نزاهة نظام الرعاية الصحية في نيو ساوث ويلز من خلال تلقي وتقييم الشكاوى حول مقدمي الخدمات الصحية في نيو ساوث ويلز. تشمل هذه الشكاوى:
- الممارسون الصحيون المسجلون، بما في ذلك الأطباء والممرضات وأطباء الأسنان
- الممارسون الصحيون غير المسجلين، مثل المعالجين بالطبيعة والمعالجين بالتدليك ومقدمي الرعاية الصحية البديلة
- المنظمات الصحية، مثل المستشفيات العامة والخاصة والمراكز الطبية

ينص القانون على أن تكون الصحة العامة والسلامة هي الاعتبارات الرئيسية في جميع وظائف HCCC التنظيمية.

## الغرض
تم إنشاء اللجنة في عام 1994 للتعامل بشكل مستقل مع الشكاوى بشأن مقدمي خدمات الرعاية الصحية في نيو ساوث ويلز من خلال تقييم وحل الشكاوى حيثما أمكن ذلك. كما تقوم اللجنة بالتحقيق في الشكاوى الجادة ومقاضاتها. حيث تعمل عن كثب مع مجالس المهنيين الصحيين في نيو ساوث ويلز عند التعامل مع الشكاوى لضمان أفضل حماية ممكنة للصحة والسلامة العامة.
يحدد قانون شكاوى الرعاية الصحية لعام 1993
نطاق عمل لجنة شكاوى الرعاية الصحية، والذي يشمل:
- تلقي وتقييم الشكاوى المتعلقة بمقدمي خدمات الرعاية الصحية في نيو ساوث ويلز
- حل أو مساعدة في حل الشكاوى
- التحقيق في الشكاوى الجادة التي تثير تساؤلات حول الصحة العامة والسلامة
- مقاضاة الشكاوى الجادة

بالنسبة للشكاوى الأكثر خطورة، يمكن لـ HCCC أن تحدد ما إذا:
- يجب التحقيق في الشكوى
- يجب إحالة الشكوى إلى هيئة تنظيمية أكثر ملاءمة
- يجب إحالة الشكوى إلى الشرطة أو مدير الادعاء العام

بالنسبة للممارسين المسجلين، سيأخذ التقييم في الاعتبار الرعاية والعلاج وسلوك الممارس فيما يتعلق بالمعايير والإرشادات ومدونات السلوك التي تنطبق على كل مهنة وواجباتهم القانونية. عندما تكون الشكوى عن ممارس صحي مسجل، يجب على HCCC التشاور مع المجلس المهني المعني قبل تحديد نتيجة الشكوى.
بالنسبة للممارسين غير المسجلين، سيأخذ التقييم في الاعتبار الرعاية والعلاج والسلوك بما يتوافق مع مدونة السلوك للممارسين الصحيين غير المسجلين (المدونة) وواجباتهم القانونية. تحدد المدونة الحد الأدنى من معايير الممارسة والأخلاقيات التي يجب على مقدمي خدمات الرعاية الصحية غير المسجلين الالتزام بها، كما توفر للمستهلكين معلومات حول ما يمكن أن يتوقعوه من الممارسين.
بالنسبة للمنظمات الصحية، يتم أخذ التزاماتها القانونية والسياسات والأنظمة المعمول بها لضمان سلامة وجودة تقديم خدمات الرعاية الصحية في الاعتبار أثناء عملية التقييم.

### صلاحيات التحقيق
يجب على HCCC التحقيق في الشكوى إذا كانت الشكوى تثير خطرًا كبيرًا على الصحة العامة أو السلامة، أو أسئلة جادة بشأن الرعاية المقدمة للمريض. بالنسبة للمقدميين الأفراد، ستقوم HCCC بالتحقيق في الشكوى إذا كانت الادعاءات توفر أساسًا لإجراءات تأديبية إذا تم إثباتها. بالنسبة للمنظمات الصحية، ستأخذ التحقيق في الاعتبار ما إذا كانت هناك قضايا حاسمة ونظامية تم تحديدها، وإذا كان الأمر كذلك، ستقدم توصيات للمنظمة للمساعدة في معالجة القضايا.

### صلاحيات المقاضاة
بعد التحقيق في مقدم رعاية صحية مسجل، إذا تم تحديد وجود انحراف كبير في الرعاية والعلاج السريري و/أو السلوك المهني، يمكن إحالة الشكوى داخليًا إلى مدير الإجراءات (DoP)، رئيس القسم القانوني في HCCC.
يحدد مدير الإجراءات ما إذا كان هناك ما يبرر اتخاذ إجراءات تأديبية، وإذا كان الأمر كذلك، ما إذا كانت المقاضاة يجب أن تتم أمام لجنة المعايير المهنية أو محكمة نيو ساوث ويلز المدنية والإدارية (NCAT). يحدد مدير الإجراءات المنتدى الأكثر ملاءمة لإجراءات التأديب بناءً على:
- الأدلة التي تم جمعها خلال التحقيق
- طبيعة الشكوى
- النتائج المحتملة

### الإجراءات العامة
في إجراء جميع المقاضاة والإجراءات القانونية الأخرى، تعمل اللجنة بنزاهة تامة وعدالة ووفقًا لأعلى المعايير المهنية.
بالنسبة للممارسين غير المسجلين، تتمتع HCCC بالولاية القضائية الكاملة والتحديد النهائي بشأن نتيجة الشكوى. في هذه الحالات، يمكن لـ HCCC إصدار أمر حظر قد يكون مؤقتًا (لفترة 8 أسابيع) أو دائمًا. يعتبر أمر الحظر نتيجة خطيرة حيث يمنع الممارس قانونيًا من تقديم خدمات الرعاية الصحية (أو خدمة صحية معينة). يمكن العثور على قائمة كاملة بأوامر الحظر على موقع HCCC الإلكتروني.
يمكن لـ HCCC أيضًا إصدار بيان عام يحدد ويعطي تحذيرات أو معلومات عن ممارس صحي غير مسجل وخدماته الصحية. يمكن العثور على قائمة كاملة بالتحذيرات العامة / البيانات على موقع HCCC الإلكتروني.
تتلقى HCCC اهتمامًا إعلاميًا عندما تلعب دورًا في التحقيق أو مقاضاة الشكاوى البارزة، أو الشكاوى التي تهم المصلحة العامة. تُظهر البيانات التي تنشرها HCCC زيادة مستمرة في عدد الشكاوى المستلمة عامًا بعد عام، وغالبًا ما يُعزى ذلك من قبل وسائل الإعلام إلى الضغط الذي يعاني منه النظام الصحي. شمل الاهتمام الإعلامي أيضًا انتقادًا لأدائها من قبل صحيفة سيدني مورنينغ هيرالد، التي أفادت أن "الإحصائيات الجديدة كشفت عن تراجع دراماتيكي في التحقيقات رغم الزيادة القياسية في الشكاوى من الجمهور."
قائمة كاملة بالتقارير السنوية لـ HCCC التي توضح أنشطة الشكاوى السنوية متاحة علنًا على موقعها الإلكتروني.

## روابط خارجية
- لجنة شكاوى الرعاية الصحية